# Eduardo Chantres López
Eduardo Chantres López fue un político español, procurador a Cortes durante el período franquista.

## Biografía
Militante falangista madrileño, combatió durante la guerra civil española en el bando sublevado.
Funcionario del Banco de España, Instituto Nacional de Moneda Extranjera. Fue procurador de representación sindical en la I Legislatura de las Cortes Españolas (1943-1946), por los obreros del Sindicato Nacional de Banca y Bolsa.